# Bensheim
Bensheim je město v Hesensku v Německu. Zaujímá rozlohu 57,83 km² a k 31. prosinci 2015 mělo 40 051 lidí. Vykopávky naznačují, že bylo město osídleno před 3500 lety. Na místě dnešních jatek se nalézají římské pozůstatky. První doložená písemná zmínka o městu pak pochází z roku 765, kdy darovalo sousednímu, o rok dříve založenému, říšskému klášteru Lorsch dar.

## Partnerská města
- Amersham, Spojené království
- Beaune, Francie
- Hostinné, Česko
- Kladsko, Polsko
- Moháč, Maďarsko
- Riva del Garda, Itálie

## Galerie

Bensheim na mapě zemského okresu Bergstrasse
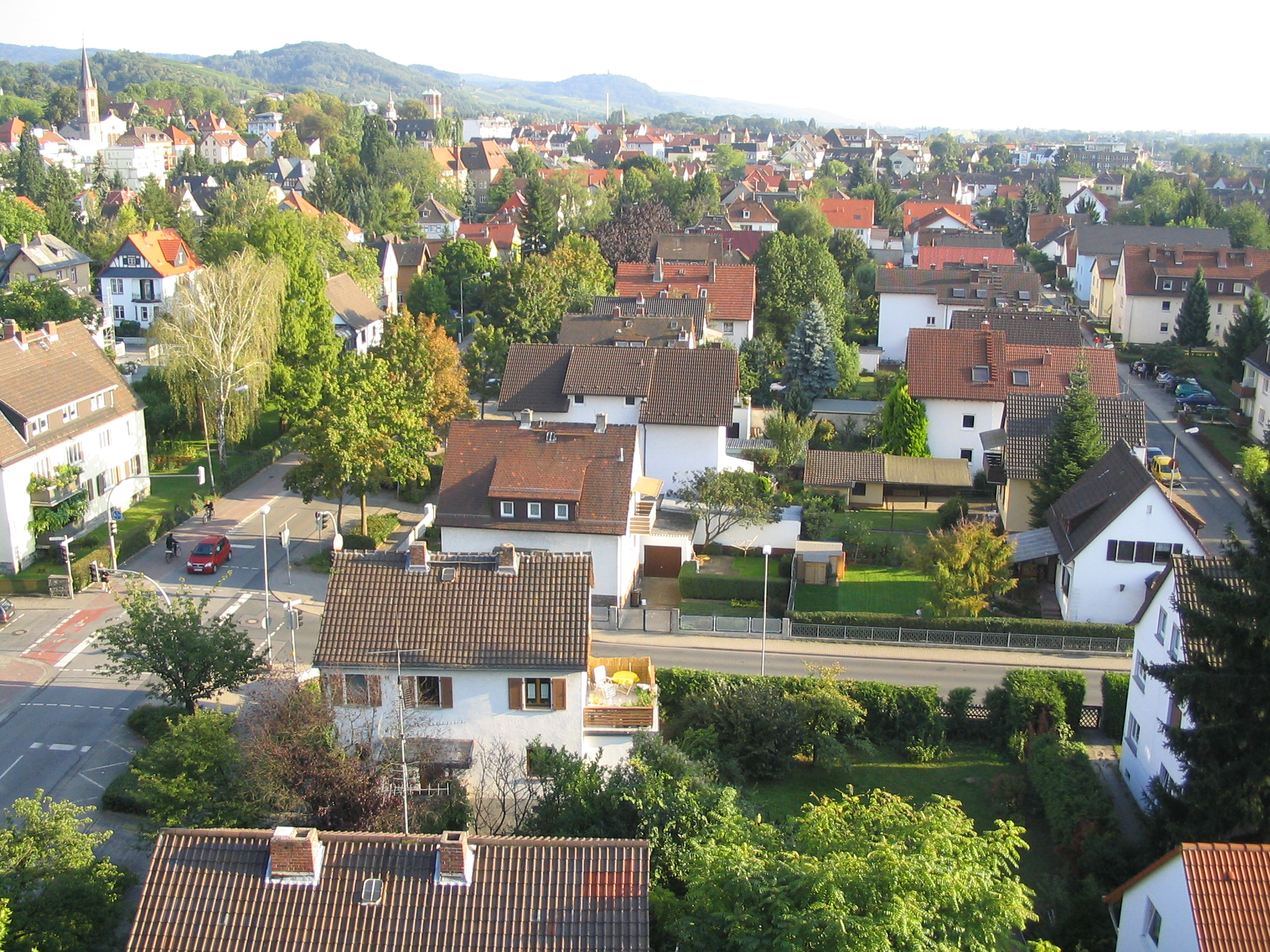
Bensheim
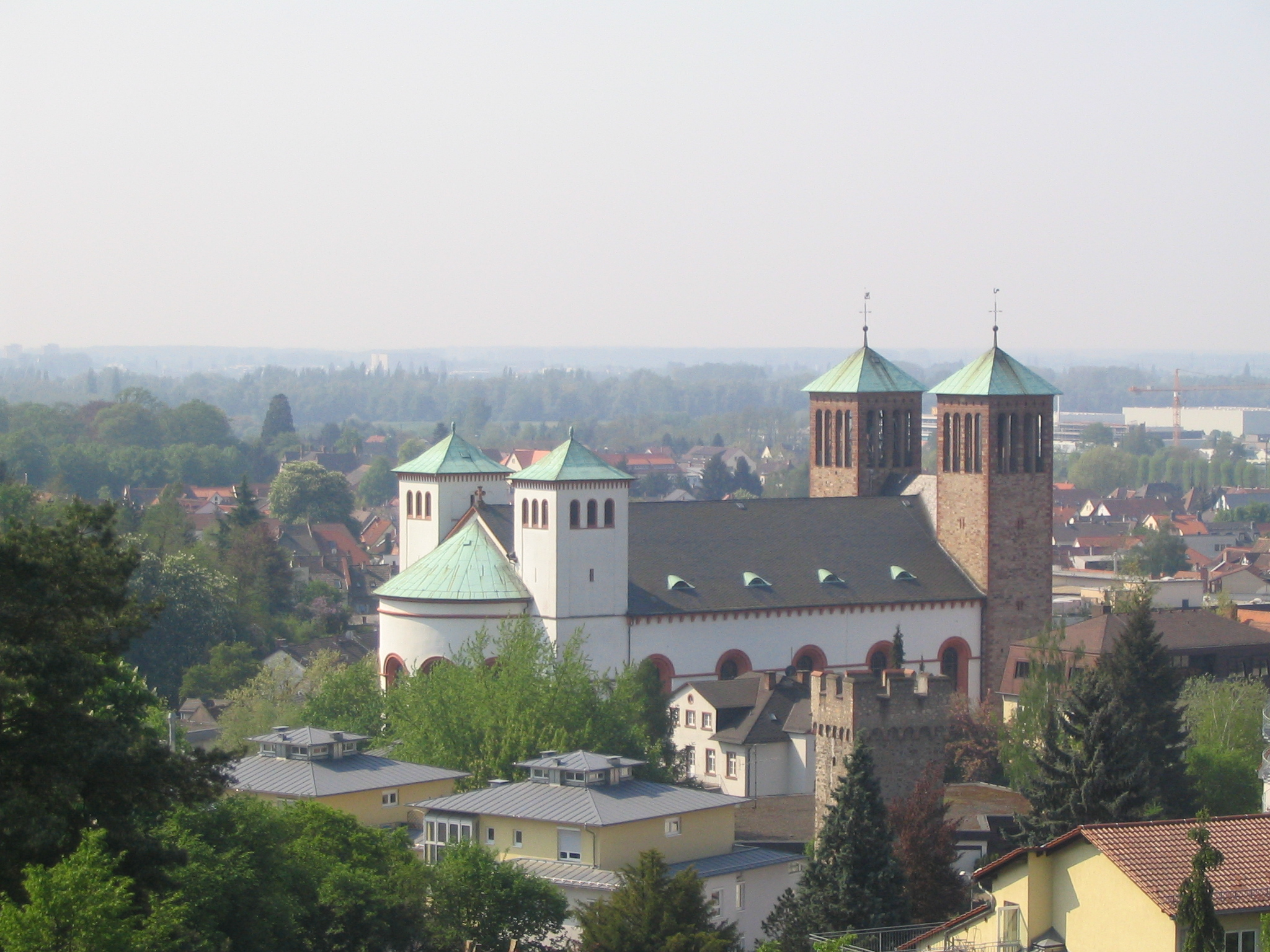
St. Georg
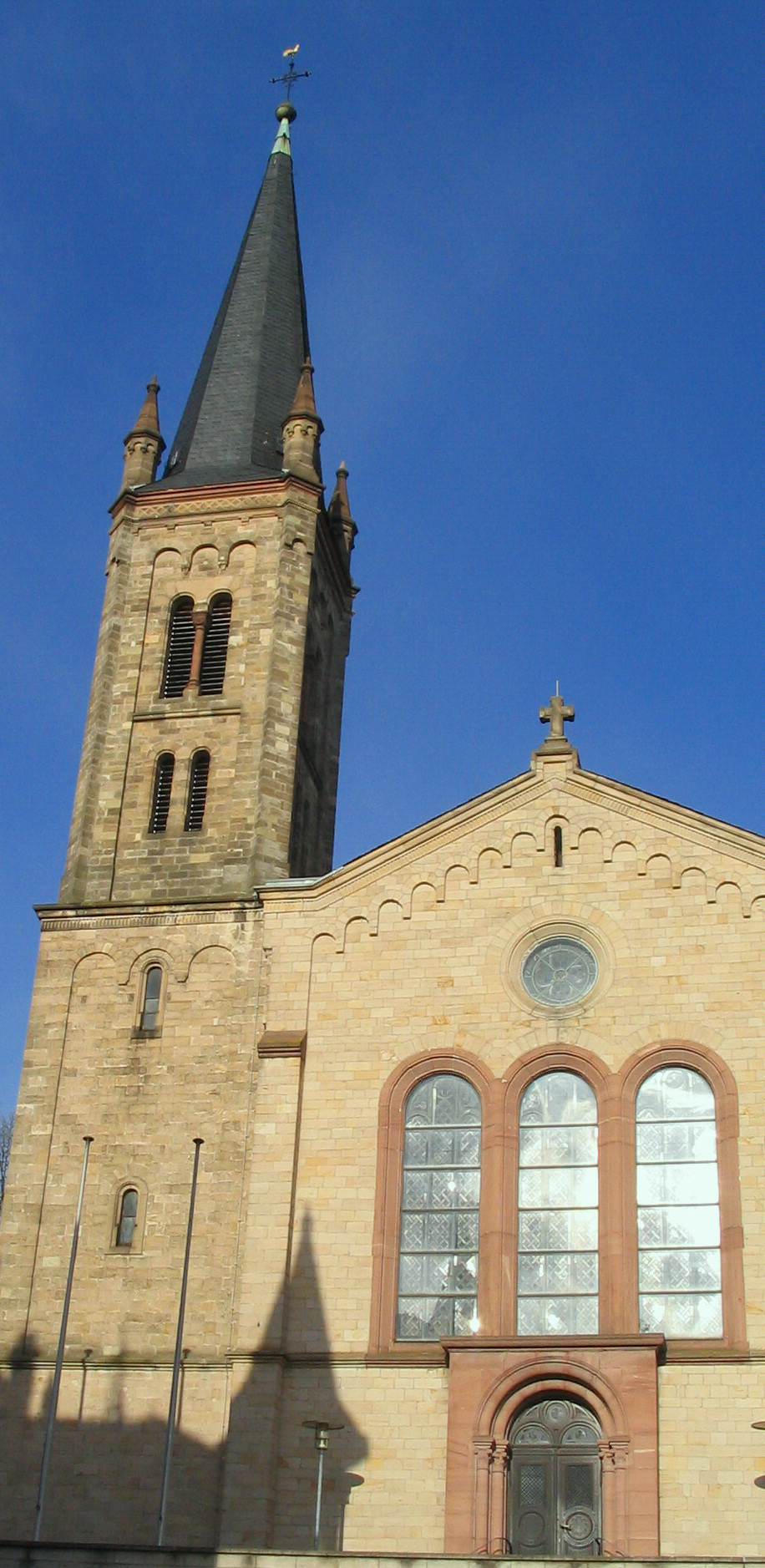
Michael